# Лысый уакари
Лысый уака́ри, или за́падный какажа́о (лат. Cacajao calvus) — вид приматов Нового Света из семейства саковых (Pitheciidae). Его особо заметным признаком является красное безволосое лицо, а ареал охватывает северо-запад южноамериканского континента. Лысый уакари живёт в крупных группах и питается главным образом плодами.

## Внешний вид

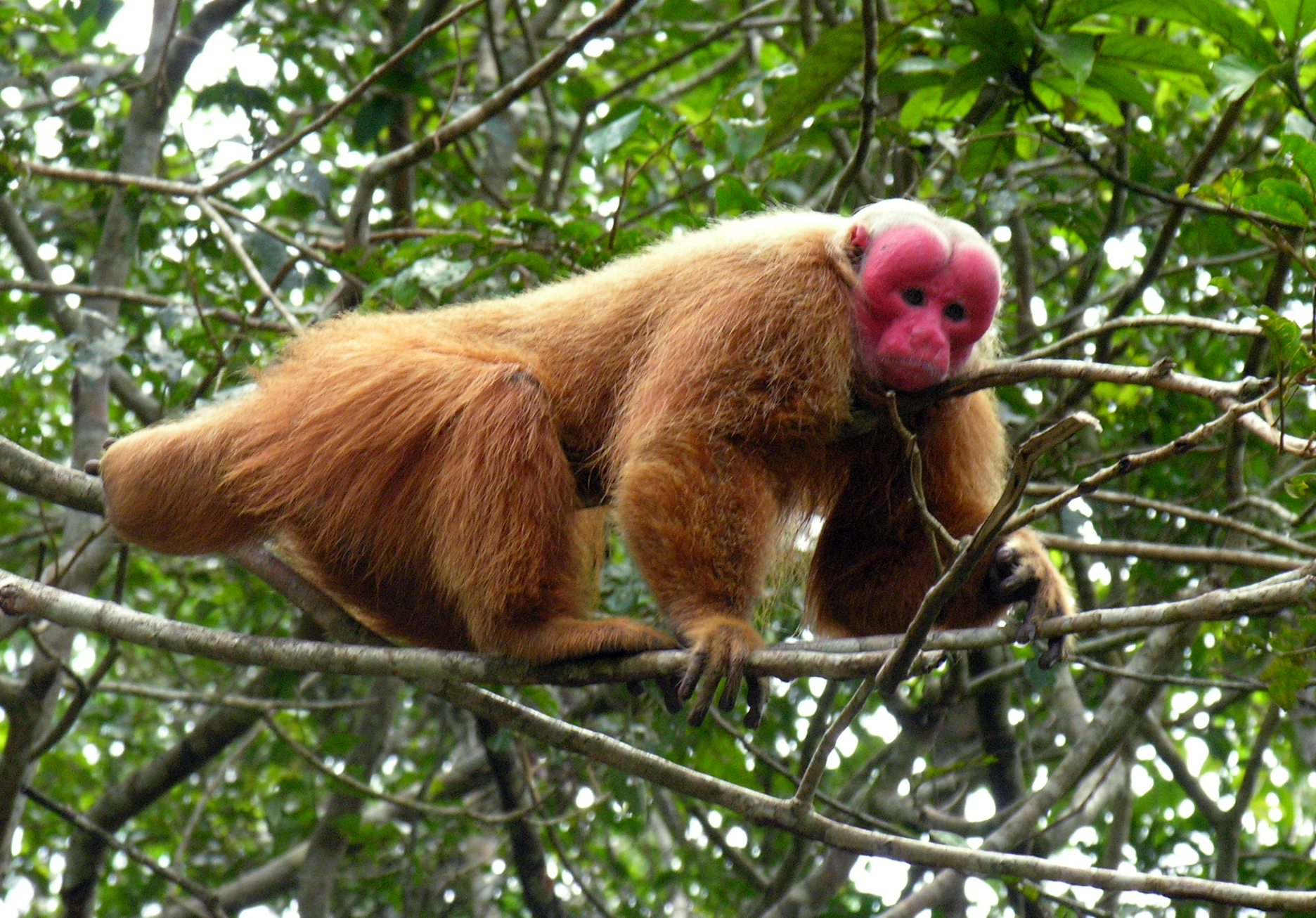
Самец лысого уакари

Лысые уакари — самые крупные представители саковых и достигают величины от 54 до 57 см. Хвост, как и у всех уакари, укорочен и насчитывает лишь от 14 до 19 см (примерно одну треть роста). Масса составляет от 2,9 до 3,5 кг. Шерсть уакари длинная и лохматая, а окраска варьирует в зависимости от подвида от бледно-серой или желтоватой до красно-коричневой. Лицо безволосое, окрашенное в ярко-красный цвет, плоское и широкое. Характерны далеко друг от друга расположенные ноздри. Лоб изредка может быть покрытым волосами. На горле могут расти более длинные, похожие на бороду волосы. Приспособленные к специализированной пище резцы тонкие и выделяются вперёд. Клыки увеличены, жевательные зубы, напротив, скорее малы. Зубная формула гласит I2-C1-P3-M3, в целом уакари имеют 36 зубов.

## Поведение и питание
Лысые уакари — активные в дневное время обитатели деревьев. В кронах они передвигаются большей частью на всех четырёх ногах, однако могут преодолевать большие расстояния прыжками. При еде они часто висят только на задних ногах. В засушливые периоды иногда спускаются на землю. Эти приматы живут в группах от 30 до 50, иногда даже до 100 особей. Эти группы состоят из нескольких самцов и самок, а также общего потомства. Животные в неволе образовывают социальную иерархию. Касается ли это также свободно живущих лысых уакари, неизвестно. Между отдельными членами группы изредка дело доходит до агрессии. В ежедневных поисках пищи большие группы часто разделяются на более маленькие подгруппы и вновь встречаются вечером. Лысые уакари общаются с помощью ряда звуков, которые позволяют подгруппам сохранять друг с другом контакт. Также важную роль в социальной жизни играет взаимный уход за шерстью. Области миграции групп относительно большие, они охватывают до 600 га.
Питание лысых уакари состоит преимущественно из плодов с твёрдой скорлупой и незрелых семян. В небольших количествах они употребляют в пищу также цветки, листья и насекомых. Во время сезона дождей они держатся при поисках пищи в верхних слоях деревьев, в засушливых периодах ищут иногда на земле упавшие плоды и семена.

## Размножение
Безволосое красное лицо служит как индикатор здоровья лысого уакари. Лица больных животных — часто встречается малярия — бледно-розового цвета, и они не имеют успеха как половой партнёр. Рождения часто приходятся на засушливый период с октября по ноябрь, но могут происходить и в другие сезоны. По истечении примерно шестимесячного срока беременности самка рожает, как правило, по одному детёнышу. Сначала он окрашен в серый цвет и имеет волосы на лице. Через примерно 3—5 месяцев он впервые принимает твёрдую пищу, полностью отучаясь от молока на втором году жизни. На третьем году жизни голова теряет волосы, в конце этого года самки становятся половозрелыми. У самца этот процесс продолжается — по меньшей мере в неволе — примерно шесть лет. Животные в неволе могут достигать возраста свыше 30 лет, продолжительность жизни в дикой природе неизвестна.

## Распространение
Лысые уакари проживают на северо-западе Амазонской низменности в Южной Америке. Их область распространения охватывает западную Бразилию, южную Колумбию и восток Перу. Жизненным пространством этих животных являются тропические дождевые леса.

## Угрозы
Основные угрозы для лысого уакари заключаются в разрушении человеком его жизненного пространства, охоте на него. Из-за больших ареалов миграций эти животные нуждаются в больших нетронутых территориях, которые отнимаются у них вырубкой лесов. Их образ жизни на деревьях в близости реки облегчает охоту с лодок. Некоторые индейские племена не охотятся на лысых уакари из-за их человекоподобного вида, однако в других регионах, например в Перу, на них интенсивно охотятся из-за их мяса и ради продажи их голов туристам. Иногда детёныши ловятся также для содержания в качестве домашних животных, что сопровождается в большинстве случаев убийством матери. МСОП оценивает статус лысого уакари как «уязвимый» (Vulnerable).

## Систематика
Традиционно лысый уакари вместе с черноголовым уакари причисляется к роду уакари (Cacajao). В 2008 году к роду были добавлены виды Cacajao ayresi и Cacajao hosomi, что расширило количество видов уакари до четырёх.
Среди лысых уакари различают четыре подвида:
- Cacajao calvus calvus — является номинативным и отличается светлой или оранжевой шерстью. Живёт в северо-западной Бразилии.
- Cacajao calvus ucayalii — подвид с красно-оранжевой или жёлтой шерстью, встречается в Перу и прилегающих регионах Бразилии.
- Cacajao calvus rubicundus — отличается красной или красно-коричневой шерстью, живёт в пограничном регионе между Бразилией и Колумбией.
- Cacajao calvus novaesi — отличается жёлто-оранжевой шерстью и светлыми плечами. Встречается в Бразилии.